# Reichenbachia borealis
Reichenbachia borealis är en skalbaggsart som beskrevs av Thomas Casey 1897. Reichenbachia borealis ingår i släktet Reichenbachia och familjen kortvingar. Inga underarter finns listade i Catalogue of Life.